# Platynota
Platynota Duméril & Bibron, 1839 è un clade di sauri.

## Tassonomia
Questo clade comprende le seguenti famiglie:
- Helodermatidae Wiegmann, 1829
- † Mosasauroidea Gervais, 1853
- Varanoidea Hardwicke & Gray, 1827 (suddiviso a sua volta in Lanthanotidae Steindachner, 1878 e Varanidae)

### Alcune specie

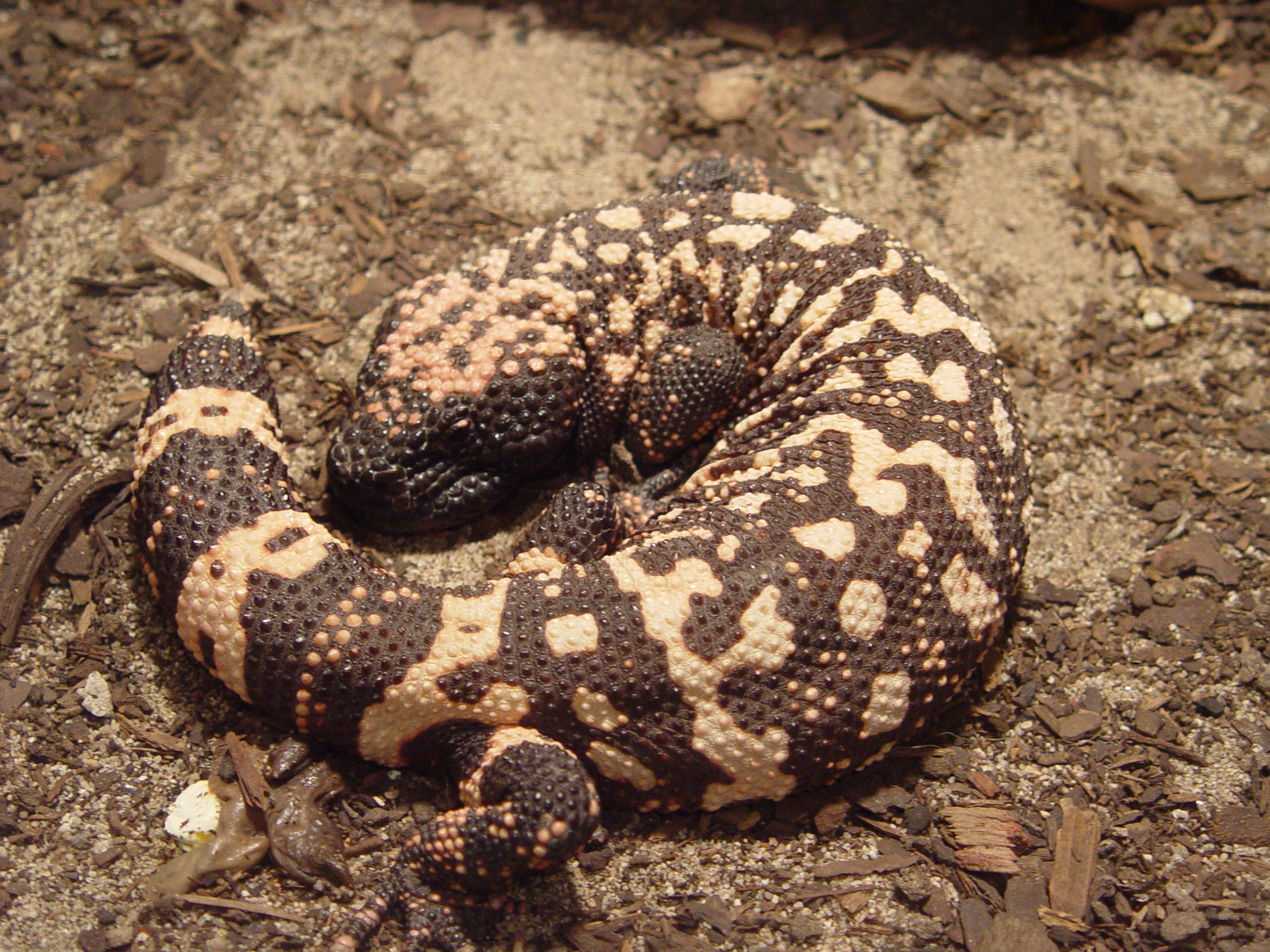
Heloderma suspectum Helodermatidae
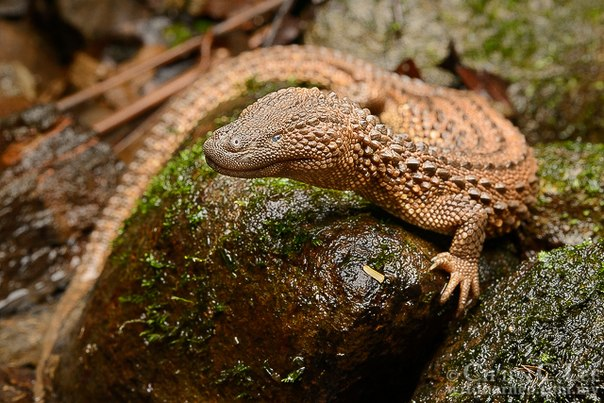
Lanthanotus borneensis Lanthanotidae
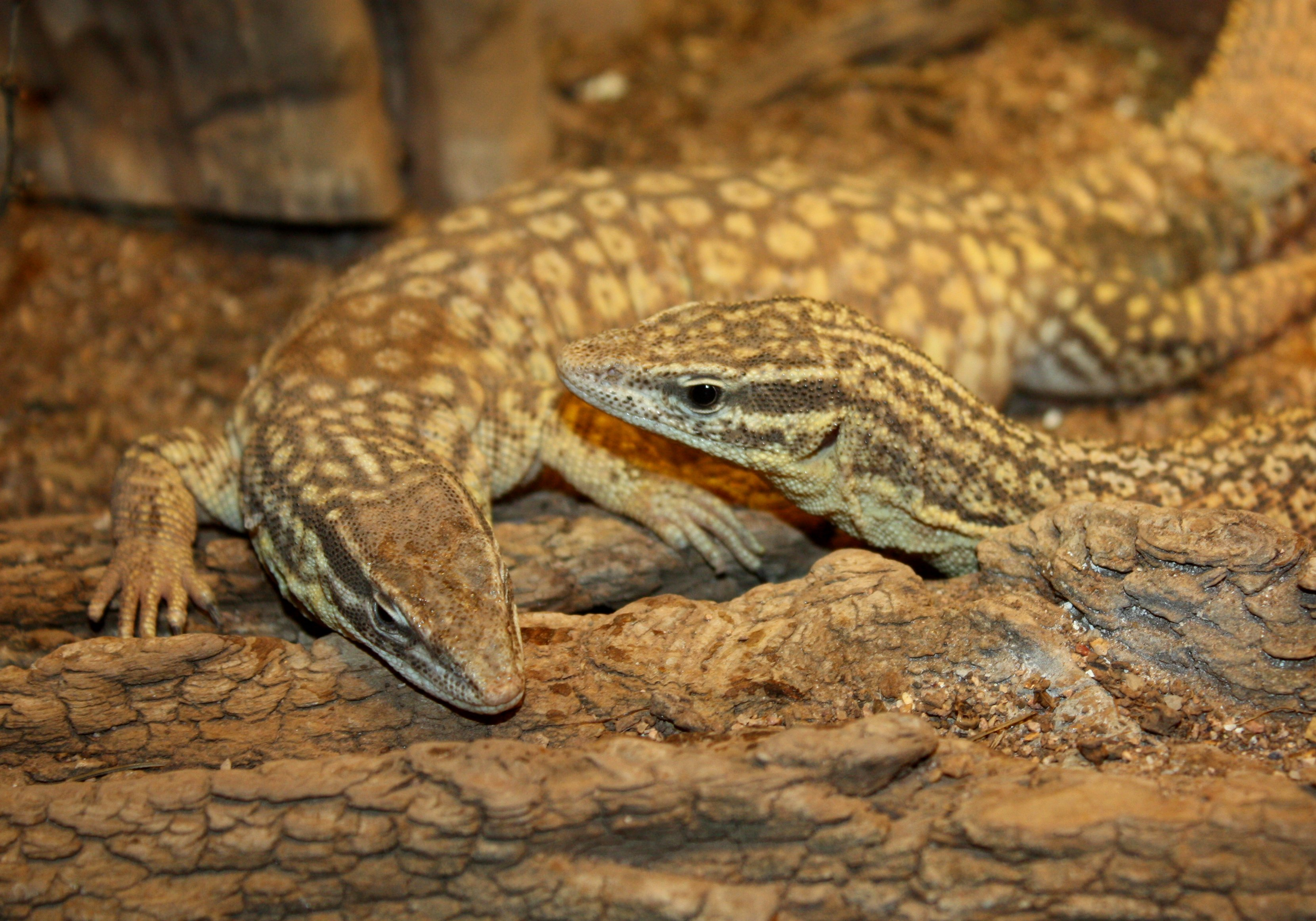
Varanus acanthurus Varanidae
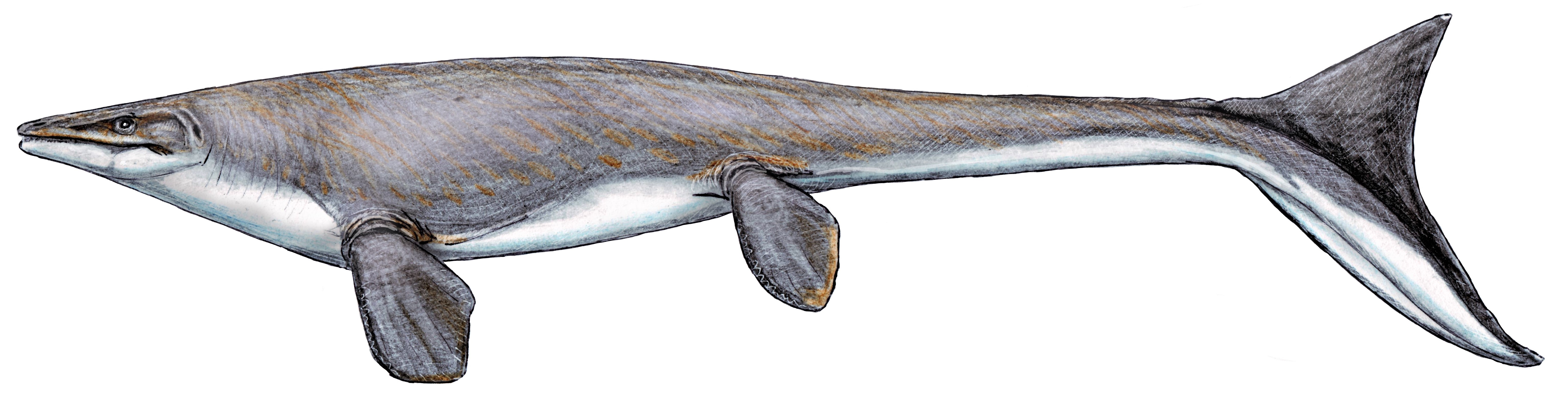
Platecarpus tympaniticus † Mosasauroidea